# Anthidona
Anthidona (in greco Ανθηδώνα?) è un ex comune della Grecia nella periferia della Grecia Centrale (unità periferica dell'Eubea) con 6 104 abitanti secondo i dati del censimento 2001.
È stato soppresso a seguito della riforma amministrativa, detta Programma Callicrate, in vigore dal gennaio 2011 ed è ora compreso nel comune di Calcide.
La sede comunale è in località Drosia ed è uno dei due comuni della prefettura (l'altro è Avlida) a non essere su un'isola